# Élections législatives lituaniennes de 2020
Les élections législatives lituaniennes de 2020 (en lituanien : 2020 m. Lietuvos Respublikos Seimo rinkimai) ont lieu les dimanches 11 et 25 octobre 2020, afin d'élire pour quatre ans les 141 députés de la 13e législature du Seimas.
Le parti d'opposition Union de la patrie - Chrétiens-démocrates (TS-LKD) arrive en tête avec plus d'un tiers des sièges devant l'Union agraire et des verts du Premier ministre Saulius Skvernelis, qui enregistre un fort recul.
La cheffe de file de la TS-LKD, Ingrida Šimonytė, forme un gouvernement de coalition avec le Parti de la liberté et le Mouvement libéral, et devient Première ministre.

## Contexte

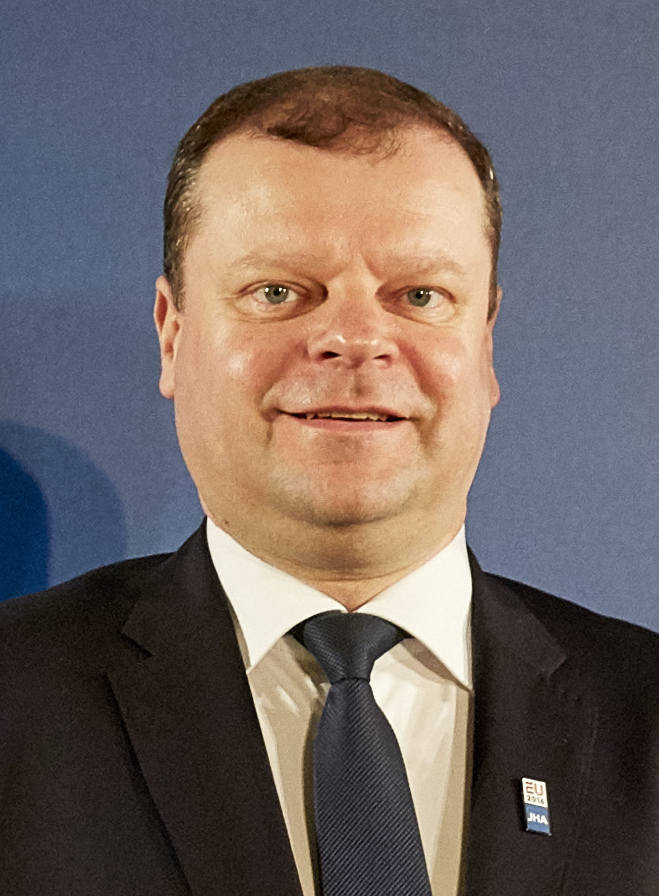
Saulius Skvernelis.

Les élections législatives d'octobre 2016 voient la victoire surprise de l'Union lituanienne agraire et des verts (LVŽS) qui, bien que manquant de peu la première place au niveau national au premier tour en arrivant derrière l'Union de la patrie, remporte de loin le scrutin au second tour. Quasi inexistant avant le scrutin, la LVZS profite du mécontentement des électeurs envers les partis traditionnels et totalise ainsi 54 sièges sur 141. Le Parti social-démocrate (LSDP) du Premier ministre sortant Algirdas Butkevičius, grand perdant des élections législatives, arrive en troisième place et perd plus de la moitié de ses sièges, tandis que ses partenaires de coalition s'effondrent,.
Le chef de l'union agraire, Ramūnas Karbauskis, se voit confier le 24 octobre 2016 la tâche de former une majorité gouvernementale par la présidente de la République Dalia Grybauskaitė. Le 9 novembre suivant, le parti signe un accord en vue de la formation d'un gouvernement de coalition avec le Parti social-démocrate, les deux formations disposant ensemble d’une fragile majorité absolue d'un seul siège. Sur proposition de Karbauskis, Saulius Skvernelis devient Premier ministre.
La décision de former une coalition avec l'Union agraire aboutit cependant à une scission au sein du Parti social-démocrate lorsqu'un vote de ses militants appelle à y mettre fin l'année suivante. Une partie de ses députés favorables à la poursuite de la coalition le quittent pour former le Parti social-démocrate travailliste qui, fort de 11 députés, reforme un gouvernement minoritaire avec l'Union agraire tandis que le Parti social-démocrate rejoint l'opposition. La perte du soutien d'une partie des députés de son partenaire force le gouvernement à conclure un accord avec le parti Ordre et justice, qui fournit dès lors au Gouvernement Skvernelis un soutien sans participation.
À la suite de son échec à se qualifier pour le second tour de l'élection présidentielle de mai 2019, Saulius Skvernelis annonce qu'il démissionnera de ses fonctions le 12 juillet, soit le jour de la prise de serment du président élu. Il déclare ainsi « Mon échec à parvenir au second tour reflète l’estimation portée sur moi en tant qu’homme politique. J’accepte cette estimation et me dois de prendre cette décision. ». Skvernelis revient cependant par la suite sur cette décision en décidant de rester en poste jusqu'aux législatives de 2020.

## Système électoral
Le Seimas est un parlement unicaméral doté de 141 sièges pourvus pour quatre ans selon un mode de scrutin parallèle.
Sont ainsi à pourvoir 71 sièges selon une version modifiée du scrutin uninominal majoritaire à deux tours dans autant de circonscriptions électorales. Les candidats arrivés en tête au premier tour sont élus s'ils obtiennent la majorité absolue de l'ensemble des voix, y compris les votes blancs et nuls, et si la participation franchit le quorum de 40 % des inscrits sur les listes électorales dans leurs circonscriptions. À défaut, un second tour est organisé entre les deux candidats arrivés en tête, et celui recueillant le plus de voix est élu. Cependant, si la participation est là aussi inférieure à 40 %, l'ensemble du processus électoral est recommencé dans la circonscription concernée,.
À ces sièges majoritaires se rajoutent 70 sièges pourvus au scrutin proportionnel plurinominal avec listes ouvertes, vote préférentiel et seuil électoral de 5 % dans une unique circonscription nationale. Les électeurs ont la possibilité d'exprimer un vote préférentiel pour l'un des candidats de la liste qu'ils choisissent afin de faire monter sa place dans celle-ci. Après décompte des suffrages, les sièges sont répartis selon la méthode de la plus forte moyenne à toutes les listes ayant franchi le seuil électoral. Ce dernier est fixé à 5 % de l'ensemble des votes valides, blancs et nuls, mais passe à 7 % pour les coalitions de plusieurs partis. Une fois que les listes se sont vu allouer leurs sièges, ceux-ci sont répartis en priorité aux candidats ayant recueilli le plus de votes préférentiels,.
Un référendum constitutionnel d'origine populaire organisé en mai 2019 prévoyait une réduction de 141 à 121 du nombre de parlementaires, mais son résultat n'a pas été validé du fait d'une participation insuffisante.

## Forces en présence
| Parti | Parti                                                                                                | Idéologie                                                                         | Tête de liste                         | Résultats en 2016 |
| ----- | --- | --------------------------------------------------------------------------------- | ------------------------------------- | ----------------- |
|       | Union de la patrie - Chrétiens-démocrates Tėvynės sąjunga - Lietuvos krikščionys demokratai (TS-LKD) | Centre droit Conservatisme, démocratie chrétienne, libéralisme                    | Ingrida Šimonytė                      | 21,70 % 31 sièges |
|       | Union agraire et des verts Lietuvos valstiečių ir žaliųjų sąjunga (LVŽS)                             | Centre à centre droit Agrarisme, technocratie, conservatisme                      | Saulius Skvernelis (Premier ministre) | 21,53 % 54 sièges |
|       | Parti social-démocrate Lietuvos socialdemokratų partija (LSDP)                                       | Centre gauche Social-démocratie, progressisme                                     | Gintautas Paluckas                    | 14,42 % 17 sièges |
|       | Parti social-démocrate travailliste Lietuvos socialdemokratų darbo partija (LSDDP)                   | Centre à centre gauche Social-démocratie, europhilie, troisième voie              | Gediminas Kirkilas                    | Scission du LSDP  |
|       | Mouvement libéral Lietuvos Respublikos Liberalų sąjūdis (LRLS)                                       | Centre droit Libéralisme, europhilie                                              | Viktorija Čmilytė                     | 9,06 % 14 sièges  |
|       | Action électorale polonaise Lietuvos lenkų rinkimų akcija (LLRA)                                     | Centre droit Défense des Polonais en Lituanie, démocratie chrétienne, russophilie | Valdemar Tomaševski                   | 5,48 % 8 sièges   |
|       | Parti du travail Darbo partija (DP)                                                                  | Centre Social-libéralisme, populisme                                              | Antanas Guoga                         | 4,68 % 2 sièges   |
|       | Parti de la liberté Laisvės partija (LP)                                                             | Centre Social-libéralisme, droits LGBT, féminisme, europhilie                     | Aušrinė Armonaitė                     | Scission du LRLS  |

## Résultats
|                           |                                                     |                 |                 |                 |                 |                  |                  |                  |                  |                  |                  |                  |                  |              |               |
| Parti                     | Parti                                               | Proportionnelle | Proportionnelle | Proportionnelle | Proportionnelle | Circonscriptions | Circonscriptions | Circonscriptions | Circonscriptions | Circonscriptions | Circonscriptions | Circonscriptions | Circonscriptions | Total Sièges | +/-           |
| Parti                     | Parti                                               | Proportionnelle | Proportionnelle | Proportionnelle | Proportionnelle | Premier tour     | Premier tour     | Premier tour     | Second tour      | Second tour      | Second tour      | Total            | +/-              | Total Sièges | +/-           |
| Parti                     | Parti                                               | Votes           | %               | +/-             | S.              | Votes            | %                | S.               | Votes            | %                | S.               | Total            | +/-              | Total Sièges | +/-           |
|                           | Union de la patrie - Chrétiens-démocrates (TS-LKD)  | 292 124         | 25,77           | 3,14            | 23              | 268 919          | 24,16            | 1                | 356 599          | 40,17            | 26               | 27               | 16               | 50           | 19            |
|                           | Union agraire et des verts (LVŽS)                   | 204 791         | 18,07           | 4,38            | 16              | 169 370          | 15,22            | 0                | 209 718          | 23,62            | 16               | 16               | 19               | 32           | 22            |
|                           | Parti du travail (DP)                               | 110 773         | 9,77            | 4,89            | 9               | 88 408           | 7,94             | 0                | 8 077            | 0,91             | 1                | 1                | 1                | 10           | 8             |
|                           | Parti social-démocrate (LSDP)                       | 108 649         | 9,58            | 5,46            | 8               | 130 851          | 11,76            | 0                | 75 561           | 8,51             | 5                | 5                | 1                | 13           | 4             |
|                           | Parti de la liberté (LP)                            | 107 093         | 9,45            | Nv.             | 8               | 72 046           | 6,47             | 0                | 72 288           | 8,14             | 3                | 3                | 3                | 11           | 11            |
|                           | Mouvement libéral (LRLS)                            | 79 755          | 7,04            | 2,41            | 6               | 103 238          | 9,28             | 0                | 60 841           | 6,85             | 7                | 7                | 1                | 13           | 1             |
|                           | Action électorale polonaise (LLRA)                  | 56 386          | 4,97            | 0,75            | 0               | 53 007           | 4,76             | 2                | 14 837           | 1,67             | 1                | 3                | en stagnation    | 3            | 5             |
|                           | Parti social-démocrate travailliste (LSDDP)         | 37 197          | 3,28            | Nv.             | 0               | 51 923           | 4,67             | 0                | 26 199           | 2,95             | 3                | 3                | 3                | 3            | 3             |
|                           | Parti du Centre - Nationalistes (CPT)               | 26 769          | 2,36            | 3,96            | 0               | 20 468           | 1,84             | 0                | 5 405            | 0,61             | 0                | 0                | 1                | 0            | 1             |
|                           | Alliance nationale (NS)                             | 25 098          | 2,21            | Nv.             | 0               | 14 938           | 1,34             | 0                |                  |                  |                  | 0                | en stagnation    | 0            | en stagnation |
|                           | Liberté et justice (PLT)                            | 23 355          | 2,06            | 0,17            | 0               | 28 641           | 2,57             | 0                | 9 631            | 1,08             | 1                | 1                | 1                | 1            | 1             |
|                           | Parti vert (LŽP)                                    | 19 303          | 1,70            | 0,33            | 0               | 35 205           | 3,16             | 0                | 6 648            | 0,75             | 1                | 1                | en stagnation    | 1            | en stagnation |
|                           | La Voie du courage (DK)                             | 13 337          | 1,18            | 0,89            | 0               | 2 573            | 0,23             | 0                |                  |                  |                  | 0                | en stagnation    | 0            | en stagnation |
|                           | La Lituanie pour tout le monde (PLV)                | 11 352          | 1,00            | Nv.             | 0               | 7 917            | 0,71             | 0                | 0                | en stagnation    | 0                | en stagnation    |                  |              |               |
|                           | Union chrétienne (KS)                               | 8 825           | 0,78            | Nv.             | 0               | 17 433           | 1,57             | 0                | 0                | en stagnation    | 0                | en stagnation    |                  |              |               |
|                           | Union de la solidarité intergénérationnelle (KSSSL) | 5 808           | 0,51            | N/A             | 0               | 2 753            | 0,25             | 0                | 0                | en stagnation    | 0                | en stagnation    |                  |              |               |
|                           | Parti populaire (LLP)                               | 2 946           | 0,26            | 0,79            | 0               | 1 087            | 0,10             | 0                | 0                | en stagnation    | 0                | en stagnation    |                  |              |               |
|                           | Liste lituanienne (LS)                              |                 |                 |                 |                 | 1 043            | 0,09             | 0                |                  |                  |                  | 0                | 1                | 0            | 1             |
|                           | Indépendants                                        |                 |                 |                 |                 | 43 083           | 3,87             | 0                | 41 938           | 4,72             | 4                | 4                | en stagnation    | 4            | en stagnation |
|                           |                                                     |                 |                 |                 |                 |                  |                  |                  |                  |                  |                  |                  |                  |              |               |
| Suffrages exprimés        | Suffrages exprimés                                  | 1 133 561       | 96,47           |                 |                 | 1 112 903        | 94,74            |                  | 887 742          | 96,03            |                  |                  |                  |              |               |
| Votes blancs et invalides | Votes blancs et invalides                           | 41 465          | 3,53            | 61 822          | 5,26            | 36 667           | 3,97             |                  |                  |                  |                  |                  |                  |              |               |
| Total                     | Total                                               | 1 175 026       | 100             | –               | 70              | 1 174 725        | 100              | 3                | 924 409          | 100              | 68               | 71               | –                | 141          | en stagnation |
| Abstention                | Abstention                                          | 1 282 696       | 52,19           |                 |                 | 1 282 997        | 52,20            |                  | 1 431 317        | 60,76            |                  |                  |                  |              |               |
| Inscrits/Participation    | Inscrits/Participation                              | 2 457 722       | 47,81           | 2 457 722       | 47,80           | 2 355 726        | 39,24            |                  |                  |                  |                  |                  |                  |              |               |

## Cartes

### Premier tour

Parti arrivé en tête au premier tour par circonscription.
Circonscriptions remportées au premier tour.
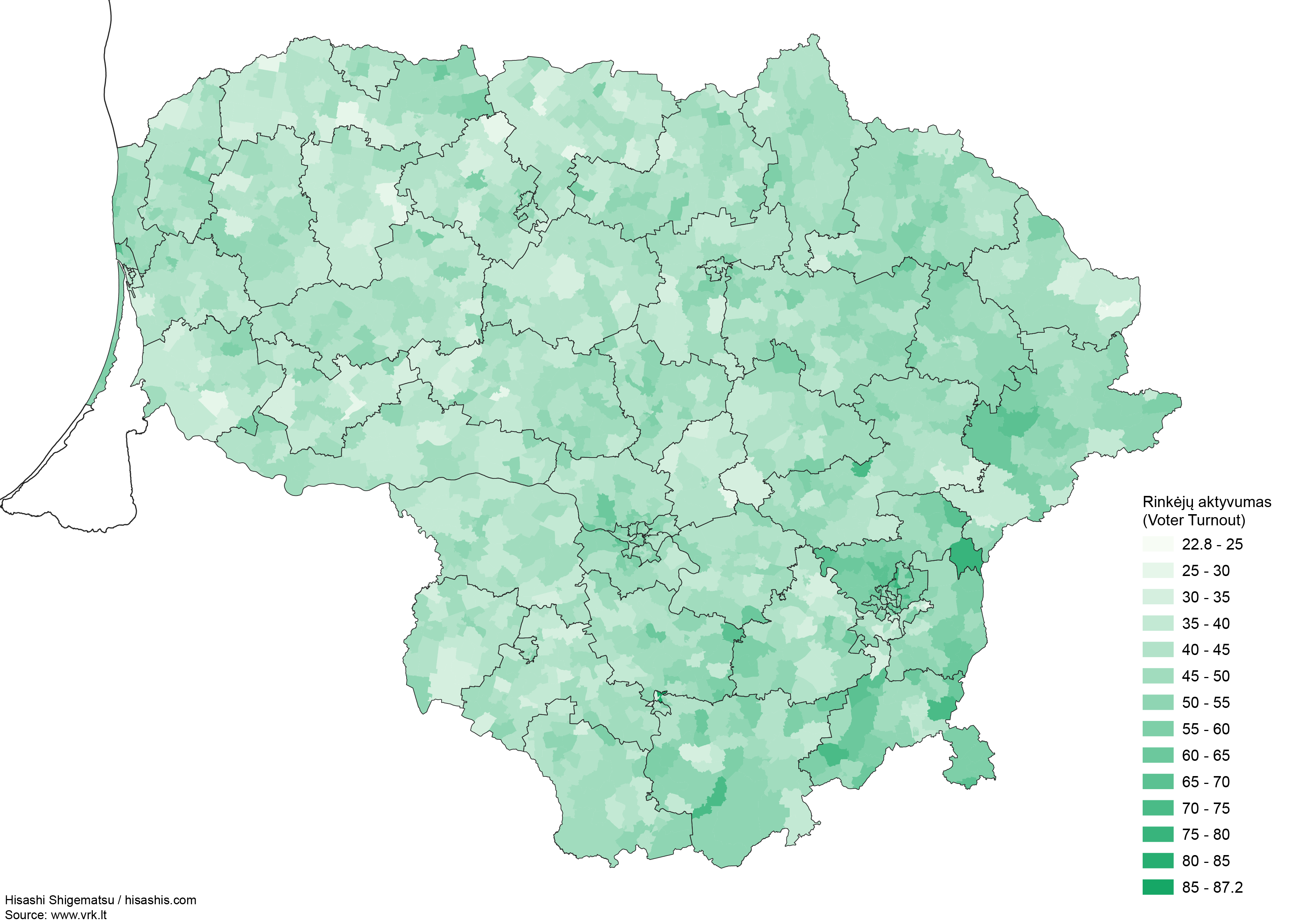
Taux de participation au premier tour par municipalité.

### Second tour

Parti arrivé en tête par circonscription à l'issue du second tour.

## Analyse
Comme en 2016, le premier tour de scrutin voit l'Union de la patrie - Chrétiens-démocrates (TS-LKD) arriver en tête suivie de l'Union agraire et des verts (LVŽS). Des deux formations conservatrices, seule la première est cependant en hausse, la LVŽS enregistrant quant à elle une baisse de sa part des voix. Le Parti social-démocrate lituanien subit lui aussi un fort recul, victime de la scission d'une partie de ses membres ayant formé le Parti social-démocrate travailliste. Le scrutin à la proportionnelle voit également la progression du Parti du travail — qui double sa part des voix et se pose en faiseur de rois du fait de son idéologie centriste —, et l'entrée au parlement du Parti de la liberté, une formation progressiste qui crée la surprise en réunissant près d'un électeur sur dix pour sa première participation à une élection nationale,.
Le scrutin enregistre le second plus faible taux de participation depuis le retour de la démocratie après celui enregistré en 2004, où seuls 46 % des électeurs s'étaient rendus aux urnes. Les résultats dans les circonscriptions au scrutin majoritaire sont très similaires au premier tour à ceux des précédentes élections, avec à peine 3 sièges sur 71 remportés dès le premier tour, et une position de favori de la TS-LKD dans la majorité des circonscriptions en ballotage. Contrairement aux précédentes élections, cependant, la TS-LKD s'impose au second tour, la LVŽS ne parvenant pas à reproduire sa victoire surprise de 2016.
Parmi les candidats battus au scrutin uninominal figurent le ministre des Affaires étrangères Linas Linkevičius, candidat du LSDDP dans la circonscription des expatriés où il arrive troisième, ainsi que le président du LSDP Gintautas Paluckas, devancé de seulement cinq voix dans la circonscription d'Utenos par son concurrent chrétien-démocrate au second tour,.

## Suites

### Contestation
L'Action électorale polonaise de Lituanie annonce le 15 octobre 2020 avoir saisi la Commission électorale pour faire annuler les résultats de l'élection, arguant d'une violation de la loi électorale par le programme télévisé du journaliste Andrius Tapinas sur Laisvės TV, qui mettait directement et personnellement en cause le président du parti, Valdemar Tomaševski. Ce dernier accuse le milliardaire américain George Soros d'avoir financé la chaîne de télévision pour « attaquer les forces politiques qui défendent fortement les valeurs chrétiennes et traditionnelles ». Trois jours après le second tour, le président de l'Union lituanienne agraire et des verts Ramūnas Karbauskis appelle le Seimas à saisir la Cour constitutionnelle pour qu'elle se prononce sur l'émission de Laisvės TV et ses incidences sur la campagne électorale.

### Formation du gouvernement
Cheffe de file de la TS-LKD, à laquelle elle n'appartient pas, l'ancienne ministre des Finances Ingrida Šimonytė est pressentie pour succéder à Saulius Skvernelis au poste de Premier ministre, à la tête d'une coalition entre les chrétiens-démocrates, le Mouvement libéral et le Parti de la liberté,. Les trois partis font une déclaration commune en ce sens dès le lendemain du second tour.
Parallèlement, le président de la République Gitanas Nausėda reçoit l'ensemble des chefs de file et chefs de parti. À l'issue de ses consultations, il déclare « souhaiter plein succès » à Ingrida Šimonytė dans ses futures responsabilités de Première ministre, soulignant néanmoins que « du travail reste à accomplir pour former une coalition et répartir les portefeuilles ministériels ». Le 28 octobre, le chef de l'État détaille sa vision personnelle du prochain gouvernement, appelant à la formation d'une équipe « durable, disposant d'un fort soutien politique et capable d'appliquer de véritables réformes » composées de personne remplissant les critères de « protection de toute la société, non de petits groupes d'intérêt, de détermination à produire des changements dans les secteurs-clés, d'authentique attention au peuple, de compétence, de responsabilité et d'honnêteté ». À l'inverse de sa prédécesseure Dalia Grybauskaitė, il n'entend pas mener une sorte d'entretien d'embauche avec chaque ministre mais de discuter avec eux sur leurs principaux objectifs et leur aspiration à soutenir l'État providence, ce qui était un engagement de sa campagne de 2019.
Le 9 novembre, Gabrielius Landsbergis, Viktorija Čmilytė-Nielsen et Aušrinė Armonaitė signent un accord de coalition entre l'Union de la patrie, le Mouvement libéral et le Parti de la liberté qui garantit au futur gouvernement une majorité absolue de 74 députés sur 141. L'accord amène le 13 novembre à l’élection à la présidence du Seimas de Viktorija Čmilytė-Nielsen, du Mouvement libéral, et à la désignation d'Ingrida Šimonytė au poste de Première ministre le 24 novembre. Le Gouvernement Šimonytė prend officiellement ses fonctions le 11 décembre suivant en recevant la confiance des députés par 78 voix favorables, 30 contre et 20 abstentions.